# Eliza Butterworth
Eliza Butterworth (Lincolnshire, Inglaterra, 24 de julho de 1993) é uma atriz inglesa, conhecida por interpretar Elesvita, a esposa do rei Alfred, o Grande, e mãe do rei Edward em The Last Kingdom, como Holly no DCI Banks e como Lucy Hamilton no WPC 56 (série de TV), ambos em 2015.

## Infância e educação
Butterworth veio de Lincolnshire, na Inglaterra, mas tem cidadania norte-americana. Ela frequentou a Lincoln Minster School dos 4 anos aos 18 anos. Butterworth, em seguida, fez um curso de atuação de três anos na Academia Real de Arte Dramática (RADA) e formou-se na BA Hons em Atuação em 2014. Enquanto treinava na RADA, Butterworth desempenhou papéis principais em "A Nora" e "A Bruxa de Edmonton". Butterworth canta Alto, Mezzo-Soprano, dança Ballroom, Flamenco e toca percussão.

## Carreira na tela
Em 2017, Butterworth apareceu em dois curtas-metragens, "(A Very) Ham Fisted Steak Out", de Maximilian GL Ward, também "Às vezes eu sinto falta deles", de Yukie Mochizuki. Ela é mais conhecido por interpretar um papel principal como Elesvita, a esposa do rei Alfred, o Grande, interpretada por David Dawson, em três séries da produção da BBC / Netflix The Last Kingdom de 2014 a 2020 e mãe do rei Edward na série 4. Butterworth também apareceu em episódios únicos em 2015 como Holly em DCI Banks e Lucy Hamilton em WPC 56 (série de TV), ambos em 2015.
Em 2020, Butterworth apareceu como Heston na minissérie de televisão The North Water (minissérie), ao lado de Colin Farrell e Stephen Graham. No mesmo ano, terminou de filmar a série 4 de O Último Reino, em outubro de 2019, que foi exibida pela Netflix em 2020.

## Filmografia
| Ano  | Título                        | Função                 |
| ---- | ----------------------------- | ---------------------- |
| 2017 | (A Very) Ham Fisted Steak Out | Erica (curta-metragem) |
| 2017 | Sometimes I Miss Them         | Jesse (curta-metragem) |

| Ano       | Título                        | Função                             |
| --------- | ----------------------------- | ---------------------------------- |
| 2020      | The North Water (miniseries)  | Hester (2 episódios)               |
| 2015-2020 | O Último Reino (séries de TV) | Aelswith (4 séries - 26 episódios) |
| 2015      | DCI Banks                     | Holly (1 episódio)                 |
| 2015      | WPC 56                        | Lucy Hamilton (1 episódio)         |